# Huis Anhalt-Zerbst (1606-1793)
De Jongere linie Anhalt-Zerbst (Duits: Jüngere Linie Anhalt-Zerbst) was een Duitse vorstelijke dynastie die regeerde over het kleine vorstendom Anhalt-Zerbst in Midden-Duitsland. In 1667 erfde de dynastie ook de Heerlijkheid Jever dat grensde aan Oost-Friesland. De bekendste vertegenwoordigster van de dynastie is Sophia Augusta Frederika, die in 1762 als Catharina II keizerin van Rusland werd.
De jongere linie Anhalt-Zerbst ontstond door de verdeling van het vorstendom Anhalt in 1603 onder de overlevende zonen van Joachim Ernst. Rudolf, Joachim Ernst's vierde zoon, kreeg de Anhaltse gebieden ten noorden van de Elbe met als hoofdstad Zerbst. Hij werd de stamvader van de linie Anhalt-Zerbst. Na de dood van Johan in 1667 ontstond de zijlinie Anhalt-Zerbst-Dornburg die gesticht werd door Johans jongere zoon Johan Lodewijk (I). De hoofdlinie bleef in Zerbst regeren tot 1742 toen Johan August kinderloos overleed. Hij werd opgevolgd door zijn neven Johan Lodewijk (II) en Christiaan August uit de zijlinie Anhalt-Zerbst-Dornburg. In 1793 overleed de laatste vorst van Zerbst, Frederik August, zonder kinderen na te laten. Hiermee stierf het Huis Anhalt-Zerbst in mannelijke lijn uit. De heerlijkheid Jever werd geërfd door keizerin Catharina II van Rusland. Anhalt-Zerbst zelf werd in 1796 verdeeld tussen Anhalt-Dessau, Anhalt-Bernburg en Anhalt-Köthen.

## Stamboom
- Rudolf (1576–1621)
1  Dorothea Hedwig (1587–1609), dochter van Hendrik Julius van Brunswijk-Wolfenbüttel
2   Magdalena (1585–1657), dochter van Johan VII van Oldenburg
  - 1 Dorothea (1607–1634)  August van Brunswijk-Wolfenbüttel (1579–1666)
  - 1 Eleonora (1608–1680)  Frederik van Sleeswijk-Holstein-Sonderburg-Norburg (1581–1658)
  - 2 Elizabeth (1617–1639)
  -  2 Johan (1621–1667)
  Sophia Augusta (1630–1680), dochter van Frederik III van Sleeswijk-Holstein-Gottorp
    - Karel Willem (1652–1718)
  Sophia (1654-1724), dochter van August van Saksen-Weißenfels
      - Johan August (1677–1742)
1  Frederika (1675–1709), dochter van Frederik I van Saksen-Gotha-Altenburg
2  Hedwig Frederika (1691–1752), dochter van Frederik Ferdinand van Württemberg-Weiltingen
      -  Magdalena Augusta (1679–1740)  Frederik II van Saksen-Gotha-Altenburg (1676–1732)

    - Anton (1653-1714)
  Auguste Antonie Marschall von Biberstein (1659–1736)
      -  Antoinette von Günthersfeld (1681–1754)

    - Johan Adolf (1654-1726)
    - Linie Anhalt-Zerbst-Dornburg:
 Johan Lodewijk (I) (1656–1704)
  Christina Eleonora (1666-1699), dochter van Vollrath von Zeutsch
      - Johan Lodewijk (II) (1688-1746)
      - Christiaan August (1690-1747)
  Johanna Elisabeth (1702-1760), dochter van Christiaan August van Holstein-Gottorp
        - Sophia Augusta Frederika (Catharina II de Grote) (1729–1796), keizerin van Rusland (1762-1796)
  Peter III van Rusland (1728-1762)
        -  Frederik August (1734-1793)
1  Carolina (1732-1759), dochter van Maximiliaan van Hessen-Kassel
2  Frederika (1744-1827), dochter van Victor Frederik van Anhalt-Bernburg

      - Sophia Christina (1692–1747)
      -  Johan Frederik (1695-1742)  Cajetana von Sperling

    -  Sophia Augusta (1663-1694)  Johan Ernst III van Saksen-Weimar (1664-1707)